# Vermillion (Minnesota)
Pour les articles homonymes, voir Vermillion.
Vermillion est une ville américaine située dans le Comté de Dakota, dans le Minnesota. Selon le recensement de 2020, sa population est de 419 habitants.